# オトカル・ノヴァーチェク
オトカル・オイゲン・ノヴァーチェク（チェコ語: Ottokar Eugen Nováček, 1866年5月13日 - 1900年2月3日）は、オーストリア＝ハンガリー帝国出身のチェコ人のヴァイオリンおよびヴィオラ奏者、作曲家。

## 生涯
1866年、フェールテンプロム（現ヴォイヴォディナ、ベラ・ツルクヴァ）に生まれた。父マルティン・ヨーゼフ・ノヴァーチェクに音楽の手ほどきを受けた後、1880年から1883年までウィーンでヤーコプ・ドントに入門し、ライプツィヒ音楽院でヘンリ・シュラディークとアドルフ・ブロツキーに師事し、1885年にメンデルスゾーン賞を獲得する。ライプツィヒ・ゲヴァントハウス管弦楽団とブロツキー弦楽四重奏団に入団し、当初はヴァイオリン奏者として、後にヴィオラ奏者として活動した。
その後に渡米し、1891年にアルトゥール・ニキッシュ指揮下のボストン交響楽団に入団した後、1892年から1893年までニューヨーク・ダムロッシュ管弦楽団の首席ヴィオラ奏者に迎えられた。1899年に心臓病により演奏活動から引退することを余儀なくされ、作曲活動に専念した。ニューヨークにて没。
兄弟のルドルフ、カレル、ヴィクトルも音楽家になっている。

## 作曲作品
主要な大作に3つの弦楽四重奏曲（順に1890年、1898年、1904年出版）と、フェルッチョ・ブゾーニにより初演されたピアノ協奏曲（1894年作曲）、8曲の『協奏的奇想曲』 (Concerto caprices) がある。しかし作曲家としては、『常動曲』（無窮動）に代表されるヴァイオリンとピアノのための性格的小品で名高い。声楽曲では、6曲からなる『レフ・トルストイ歌曲集』がある。